# Imputabilité
L'imputabilité est une notion juridique qui exprime la possibilité de faire appliquer quelque chose à quelqu'un d'autre ou à quelque chose d'autre. Concrètement, l'imputabilité exprime la possibilité d'attribuer la responsabilité d'un fait à une personne.

## Origine et usage
Le terme, du verbe « imputer », dérive du latin « imputare », qui signifie « porter au compte de ».
De plus, l’adjectif « imputable » signifie, dans la langue générale, « attribuer une action blâmable à quelqu’un, à quelque chose ». On dira alors que le préjudice est imputable au fautif.
Un exemple de bon : L'accident est imputable au conducteur du camion.
Un exemple de mauvais usage : Le conducteur du camion est imputable de l'accident.
Les termes « imputable » et « imputabilité » ne doivent pas être traduits de l’anglais accountable ou accountability. On parlera plutôt de « responsabilité » concernant ces termes anglophones : « être responsable de », « être tenu de rendre compte de » ou « être comptable de ».

## Responsabilité
Imputabilité peut être vu comme un processus visant la détermination de la responsabilité lié à un préjudice, et ce, en vue d'obtenir réparation.
Par exemple, la responsabilité du fait personnel au Québec découle d'un manquement volontaire ou involontaire à une obligation ou devoir qu'ont tous les individus de ne pas nuire à une autre personne.
En droit français, afin d'être tenue responsable et donc tenue de réparer un dommage causé, quatre (4) conditions doivent essentiellement être rencontrées :
1. la personne devait auparavant être capable de discerner le bien du mal (être douée de raison). Depuis l'arrêt Lemaire de la Cour de Cassation (9 mai 1984), l'exigence de discernement est écartée pour retenir une faute de l'infans (mineur de moins de 7 ans). Il en est de même pour les « déments » : l'exigence de discernement est abolie depuis la loi Carbonnier du 3 juillet 1968.
2. il doit y avoir eu « faute »;
3. un dommage doit résulter des actes ou omissions de la personne; et
4. il doit exister un lien de « causalité » entre la faute commise par la personne et le dommage subi.

## Droit pénal
En France, l'imputabilité d'un fait dommageable à quelqu'un est le caractère de ce qui peut être regardé comme une faute de la part d'une personne en raison de ce que ce fait, illégal, procède d'une volonté libre et consciente. Ce fait est mis à sa charge en raison de ce qu'il provient bien de sa part et non pas d'une cause étrangère constitutive d'un cas de force majeure ou du fait d'un tiers.
Cette imputabilité découle de la présence de l'élément moral de l'infraction, c'est-à-dire de l'intentionnalité, ou la négligence grave, de la part de l'individu d'avoir agi contrairement à la loi.
Les causes de non-imputabilité font disparaître l'élément moral de l'infraction : c'est principalement le cas du trouble psychique ou neuro-psychique ayant aboli la conscience de la personne (article 122-1 du code pénal).

## Droit patrimonial et comptabilité
Imputabilité d'une valeur : qui doit être imputée sur une autre valeur ; qui doit lui être appliquée pour en être soustraite ; qui doit être déduite.
Par exemple : libéralité imputable sur la quotité disponible ; libéralité rapportable imputable sur la part successorale.